# Liste der Byggnadsminnen in Karlskrona (Gemeinde)
Diese Liste der Byggnadsminnen in Karlskrona (Gemeinde) zeigt die Baudenkmale (schwedisch Byggnadsminnen) der Gemeinde Karlskrona in der schwedischen Provinz Blekinge län mit den Ortschaften (schwedisch tätorter) Drottningskär, Fridlevstad, Fågelmara, Gängletorp, Hasslö, Holmsjö, Jämjö, Karlskrona, Kättilsmåla, Nättraby, Nävragöl, Rödeby, Spjutsbygd, Sturkö, Torhamn und Tvingp. Es werden die Byggnadsminnen aufgeführt, die auf dem nationalen Denkmalregister (schwedisch Bebyggelseregistret – BeBR) gelistet sind, welches weitere Informationen zu den registrierten Baudenkmälern enthält.
Einige der aufgeführten Baudenkmale (schwedisch Byggnadsminnen) sind seit 1998 Teil des Weltkulturerbes Marinehafen Karlskrona.

## Begriffserklärung
Byggnadsminnen (schwedisch für Baudenkmale) sind in Schweden eine Art von Kulturdenkmälern, deren Erhalt und Schutz im Gesetz über die kulturelle Umwelt geregelt sind. Dazu zählen kulturhistorisch wertvolle Gebäude, Ensembles und Anlagen, die gem. den Bestimmungen des kulturminneslag (Kulturdenkmalgesetz) geschützt sind. Der Begriff unterscheidet sich insofern von der Deutung eines Baudenkmals, als das auch Parks, Gärten und andere Anlagen mit kulturhistorischen Wert als Byggnadsminnen eingestuft werden können.

## Legende

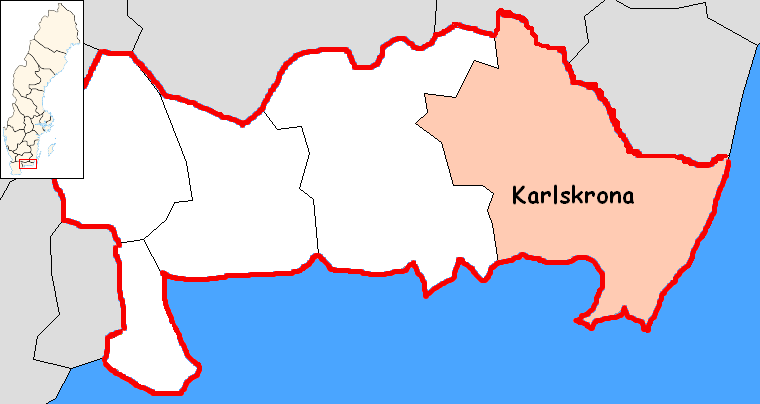
Lage der Gemeinde Karlskrona

| ID           | = | ID.Nr. des Denkmalregisters (BeBR) im „Swedish National Heritage Board“ (Riksantikvarieämbetet (RAÄ)) |
| Lage         | = | Adresse, Flurstück und Koordinatenangabe des Standorts                                                |
| Bezeichnung  | = | Bezeichnung/Name des Bauwerks/Denkmals/Objekts in Landessprache (schwedisch)                          |
| Beschreibung | = | deutscher Name (Funktion/Baujahr, wenn bekannt) sowie eine kurze Beschreibung des Objekts             |
| Bild         | = | Bild des Objekts sowie Verweis auf weitere Bilder                                                     |

## Gemeinde Karlskrona
| ID             | Lage                                                                                            | Bezeichnung                                                               | Beschreibung | Bild           |
| -------------- | ----------------------------------------------------------------------------------------------- | ------------------------------------------------------------------------- | --- | -------------- |
| 21300000013748 | Axel W Anderssons väg 1 371 62 Lyckeby (Vedeby 16:1) (Karte)                                    | Lyckeby källa                                                             | Brunnenhaus Lyckeby-Quelle (Brunnenhaus, 1795) bitte Beschreibung ergänzen () | Weitere Bilder |
| 21300000013754 | Borgmästaregatan 19 371 35 Karlskrona (Wachtmeister 34) (Karte)                                 | Bergqvistska gården                                                       | Bergqvist-Hof (Handelshof, 1791) bitte Beschreibung ergänzen | Weitere Bilder |
| 21300000013757 | Östra Köpmansgatan 21, 371 32 Karlskrona (Adlersten 51) (Karte)                                 | Thörnska gården                                                           | Thörn-Hof (Kaufmannshof, 1793) bitte Beschreibung ergänzen () | Weitere Bilder |
| 21300000013810 | Landbrogatan 7 371 34 Karlskrona (Dahlberg 3-4) (Karte)                                         | Kungshuset                                                                | Königshaus (Schloss, Herrenhaus, 1787) bitte Beschreibung ergänzen () | Weitere Bilder |
| 21300000013811 | Kungsbron 5 371 31 Karlskrona (Hästkvarnen 7) (Karte)                                           | Hollströmska magasinet                                                    | Hollström Lagerhaus (Marinestützpunkt/Lagerhaus, 1783) bitte Beschreibung ergänzen () | Weitere Bilder |
| 21300000013812 | Norra Kungsgatan 32 371 33 Karlskrona (Nauckhoff 15) (Karte)                                    | Varmbadhuset i Karlskrona                                                 | Schwimmbad Karlskrona (Badeanstalt, 1904) bitte Beschreibung ergänzen () | Weitere Bilder |
| 21300000013817 | Norra Smedjegatan 4, Ronnebygatan 31 371 33 Karlskrona (Sheldon 5) (Karte)                      | Hubendickska huset                                                        | Hubendick-Haus (Wohn- und Geschäftshaus, 1889) bitte Beschreibung ergänzen () | Weitere Bilder |
| 21300000013828 | Östra Köpmansgatan 7 371 32 Karlskrona (Sjöblad 68) (Karte)                                     | Monteliuska gården                                                        | Montelius-Hof (Bürgerhaus, 1792) bitte Beschreibung ergänzen () | Weitere Bilder |
| 21300000013830 | Östra Köpmansgatan 5 371 32 Karlskrona (Sjöblad 38) (Karte)                                     | Flensburgska gården                                                       | Flensburger Hof (Bürgerhaus, 1791) bitte Beschreibung ergänzen | Weitere Bilder |
| 21300000013836 | Alamedan 9C 371 31 Karlskrona (Trolle 7) (Karte)                                                | Hallströmska gården                                                       | Hallström-Hof (Bürgerhaus, 17. Jh.) bitte Beschreibung ergänzen () | Weitere Bilder |
| 21300000013841 | Storgatan 16 370 45 Fågelmara (Kristianopel 10:14) (Karte)                                      | Köpmannagården i Kristianopel                                             | Kaufmannshof Kristianopel (Handelshof, 18. Jh.) bitte Beschreibung ergänzen() auch als schwedisch Johannessonska gården bezeichnet | Weitere Bilder |
| 21300000013923 | Vallgatan 2 371 30 Karlskrona (Residenset 7) (Karte)                                            | Residenset Karlskrona                                                     | Gouverneursresidenz Karlskrona (Residenzgebäude, 1911) bitte Beschreibung ergänzen() | Weitere Bilder |
| 21300000013924 | Drottninggatan 18 371 31 Karlskrona (Sparre 3) (Karte)                                          | Kasern Sparre                                                             | Sparre-Kaserne (Kasernenunterkunft, 1795) bitte Beschreibung ergänzen () | Weitere Bilder |
| 21300000013925 | Kungsholms fort 370 44 Tjurkö (Karlskrona 2:30) (Karte)                                         | Kungsholms fort                                                           | Festung Kungsholm (Festung, 1680) Ist eine auf einer kleinen Insel 100 m westlich der Insel Tjurkö im Aspösund Ende des 17. Jahrhunderts errichtete Festungsanlage. Sie gehört zu den seeseitigen Verteidigungsanlagen des Marinehafen Karlskrona und werden bis heute militärisch genutzt, womit sie als älteste durchgehend genutzte Militäreinrichtungen der Welt gilt. Die Insel mit ihren 14 Einrichtungen und Gebäuden stehen seit 1935 als nationales Denkmal unter Denkmalschutz. Auf ihr befindet sich auch ein Museum über die Geschichte der Festung, deren Besuch über die Touristinformation Karlskrona gebucht werden kann. | Weitere Bilder |
| 21300000013928 | Riksvägen 371 62 Lyckeby (Lyckeby 1:1) (Karte)                                                  | Lyckebybron                                                               | Steinbrücke Lyckeby (Brücke, 1784) Die Steinbrücke über den Fluss Lyckebyån östlich der früheren dänischen Stadt Lyckå (heute Ortsteil Lyckeby) wurde Ende des 18. Jh. zur Versorgung des Stützpunkte im Marinehafen vom schwedischen Ingenieur Daniel von Thunberg (1712–1788) neben dem Wasserwerk errichtet. Sie beruht auf Entwürfen Christopher Polhem (1661–1751) aus dem Jahre 1710 und wurde 1790 fertiggestellt. Sie war eine wichtige Verbindungsbrücke zur Versorgung der Wassermühle Kronokvarnen am Westufer und wurde mehrmals renoviert, zuletzt 1973. Sie steht seit 1995 unter Denkmalschutz. | Weitere Bilder |
| 21300000013932 | neben Riksvägen 48B 371 62 Lyckeby (Kvarnen 1) (Karte)                                          | Kronokvarnen i Lyckeby                                                    | Wassermühle Kronokvarnen (Mühle, 1721) bitte Beschreibung ergänzen() | Weitere Bilder |
| 21300000013936 | Stora Vörta 370 24 Nättraby (Stora Vörta 1:68) (Karte)                                          | Stora Vörta                                                               | Gutshof Stora Vörta (Bauernhof, 18. Jh.) bitte Beschreibung ergänzen () |                |
| 21300000013942 | Skärva 2 371 91 Karlskrona (Skärva 1:1) (Karte)                                                 | Skärva herrgård                                                           | Gutshof Skärva (Landsitz, Herrenhaus, 1786) Der Gutshof und das Herrenhaus Skärva ist eine Sommerresidenz, die sich der Schiffsbaumeister Fredrik Henrik von Chapman (1721–1808) Ende des 18. Jahrhunderts nordwestlich von Karlskrona errichten ließ. Der Gutshof ist Teil des Weltkulturerbes Marinehafen Karlskrona und wurde 1976 unter Denkmalschutz gestellt. | Weitere Bilder |
| 21300000013978 | Basareholmen 371 32 Karlskrona (Karlskrona 2:27) (Karte)                                        | Basareholmen                                                              | Stützpunkt Basareholmen (Marinestützpunkt, Ende 18. Jh.) Basareholmen ist eine Insel etwa 500 m östlich von Karlskrona-Stumholmen. Der seit ca. 1680 bestehende ehemalige Stützpunkt gehört zum Marinehafen Karlskrona, welcher seit 1998 auf der Liste des Weltkulturerbes der UNESCO steht. Die 17 Gebäude und Einrichtungen des ehemaligen Stützpunkst stehen seit 2003 als Einzeldenkmal unter Denkmalschutz. Auf der Insel wurde seit dem Ende des 18. Jahrhunderts Schießpulver, Munition und Sprengstoff hergestellt, als die Produktion auf Grund eines Brandes aus Karlskrona verlegt wurde. 1905 wurden die Anlagen mit einer modernen Munitionswerkstatt erneuert, aber 1949 ereignete sich ein Explosionsunfall, wonach die Herstellung nach und nach bis 1986 ganz eingestellt wurde. Seit 2011 sind alle Munitionsbestände beräumt und 2018 entstand auf der Insel ebenfalls ein Nachhaltigkeitszentrum. | Weitere Bilder |
| 21300000013985 | Lindholmen 371 30 Karlskrona (Karlskrona 4:17) (Karte)                                          | Byggnader mm. på Lindholmen                                               | Werft Lindholmen (Werft/Docks, 18. Jh.) bitte Beschreibung ergänzen () | Weitere Bilder |
| 21300000013991 | Bastionsgatan 2 371 32 Karlskrona (Stumholmen 2:10) (Karte)                                     | Bageriet/Beklädnadsförrådet                                               | Kronen-Bäckerei Stumholmen (Marinestützpunkt, 1730) bitte Beschreibung ergänzen () | Weitere Bilder |
| 21300000013995 | Bastionsgatan 12 371 32 Karlskrona (Stumholmen 2:10) (Karte)                                    | Bageribostället                                                           | Bäckerei Stumholmen (Marinestützpunkt, 17./18. Jh.) bitte Beschreibung ergänzen () | Weitere Bilder |
| 21300000013996 | Bastionsgatan 8 371 32 Karlskrona (Stumholmen 2.14) (Karte)                                     | Båtsmanskasernen/Nya magasinet                                            | Bootsmann-Kaserne (Unterkunft, 1847) bitte Beschreibung ergänzen () | Weitere Bilder |
| 21300000013997 | Bastionsgatan 1 371 32 Karlskrona (Stumholmen 2:9) (Karte)                                      | Corps de garde                                                            | Wachhaus Stumholmen (Marinestützpunkt, 1739) bitte Beschreibung ergänzen () | Weitere Bilder |
| 21300000014002 | Bastionsgatan 15/17b 371 32 Karlskrona (Stumholmen 2:15, 2:16) (Karte)                          | Hangarerna och uppdragningsrampen                                         | Hangar Stumholmen (Marinestützpunkt, 1916) bitte Beschreibung ergänzen () | Weitere Bilder |
| 21300000014005 | Bastionsgatan 28 371 32 Karlskrona (Stumholmen 1:2) (Karte)                                     | Bastion Kungshall                                                         | Kungshallbastion (Bastion, 1683) bitte Beschreibung ergänzen () | Weitere Bilder |
| 21300000014024 | Bastionsgatan 17 371 32 Karlskrona (Stumholmen 2:18) (Karte)                                    | Lotsstugan på Stumholmen                                                  | Lotsenkabine Stumholmen (Marinestützpunkt, 1868) bitte Beschreibung ergänzen () | Weitere Bilder |
| 21300000014025 | Bastionsgatan 14 371 32 Karlskrona (Stumholmen 2:11) (Karte)                                    | Militärhäktet                                                             | Militärgefängnis Stumholmen (Marinestützpunkt, 1911) bitte Beschreibung ergänzen () | Weitere Bilder |
| 21300000014026 | Bastionsgatan 19 371 32 Karlskrona (Stumholmen 1:1) (Karte)                                     | Saltkokningshuset                                                         | Salzsiedehaus Stumholmen (Marinestützpunkt, 1847) bitte Beschreibung ergänzen () | Weitere Bilder |
| 21300000014027 | Bastionsgatan 3 371 32 Karlskrona (Karlskrona 2:8) (Karte)                                      | Slup- och barkasskjulet                                                   | Schaluppen- und Kahnschuppen (Marinestützpunkt, 1789) bitte Beschreibung ergänzen () | Weitere Bilder |
| 21300000014029 | Bastionsgatan 18 371 32 Karlskrona ((Stumholmen 2:1) (Karte)                                    | Tunnebodsmagasinet                                                        | Tunneboden-Lagerhaus (Marinestützpunkt, 1718) für das Gebäude gibt es kein bestätigtes Baujahr, auf Karten von 1718 war es bereits verzeichnet, um 1808 wurde es als Krankenhaus genutzt und später im 19. Jh. als Lagerhaus für Getreide und Spirituosen; nach einem Umbau ist es seit 1990 Sitz der Küstenwache von Karlskrona | Weitere Bilder |
| 21300000014035 | Bastionsgatan 371 32 Karlskrona (Stumholmen 2:22) (Karte)                                       | Epidemisjukhuset                                                          | Epidemiehaus Laboratorieholmen (Krankenhaus, 1820) bitte Beschreibung ergänzen () | Weitere Bilder |
| 21300000014042 | Örlogshamnen 371 23 Karlskrona (Karlskrona 4:17) (Karte)                                        | Sydkustens örlogsbas                                                      | Marinestützpunkt Südküste (Marinestützpunkt, 1691) bitte Beschreibung ergänzen () | Weitere Bilder |
| 21300000014047 | Ellenabbsvägen 370 22 Drottningskär (Aspö 4:75, 6:40, 6:62, 6:87 und Tjurkö 7:21, 7:47) (Karte) | Karlskrona fästning                                                       | Festungsanlagen Karlskrona (Festungsanlage, 16. Jh.) Festungsanlagen von Karlskrona bestehen aus mehreren Festungsbauten und Befestigungsanlagen auf den Inseln am Aspösund. Sie wurden seit dem 17. Jh. mehrfach erweitert und insgesamt zum Marinehafen Karlskrona ausgebaut. Während der Marinehafen in Karlskrona seit 1998 auf der Liste des Weltkulturerbes der UNESCO stehen, sind die Befestigungsanlagen und dessen Reste (nicht die Gebäude) auf den Inseln Tjurkö und Aspö (Ellenabben) als Gesamtanlage unter Denkmalschutz stehend. Die Festungsbauten selbst, wie z. B. das Kungsholms fort (21300000013925) vor der Westseite der Insel Tjurkö oder Drottningskärs kastell (21300000014230) auf der Insel Aspö sind jeweils als Einzeldenkmale registriert. (sok.riksarkivet.se) | Weitere Bilder |
| 21300000014116 | Lyckeåborgsvägen 371 92 Karlskrona (Augerum 1:1, 2:1, 3:1, 4:1, S:1) (Karte)                    | Augerums gamla herrgård                                                   | Gutshof Augerum (Gutshof, 1724) etwa 100 m nördlich des „neuen Herrenhaus Augerum“ befindet sich der Gutshof aus dem 18. Jh., welcher mit den Neben- und Wirtschaftsgebäuden den Aufschwung und die zunehmende Rentabilität der Landwirtschaft in der Mitte des 19. Jahrhunderts in der Region widerspiegelt. Der Gutshof wurde mit dem neuen Herrenhaus 1993 unter Denkmalschutz gestellt(). Das ausgedehnte Hofareal besteht aus folgenden Teilen: - Hauptgebäude mit zwei Flügeln (um 1720 errichtet), zweigeschossiger Holzbau, getäfelt, gelb gestrichen mit weißen Fensterverkleidungen, gustavianische Türen mit französischen Türangeln, Griffen und Schlössern, in den 1970er Jahren originalgetreu restauriert sowie Geländer und Böden modernisiert. - Stall, Kutschenhaus, Hütte und Schuppen - Park und Garten - fragmentarischer Zustand, aber von kulturhistorischem Interesse mit Potenzial zur Restaurierung | Weitere Bilder |
| 21300000014118 | Augerum House 371 92 Karlskrona (Augerum 1:21) (Karte)                                          | Augerums nya herrgård                                                     | neues Herrenhaus Augerum (Herrenhaus, 1815) Das neue Herrenhaus vom „Gutshof Augerum“ aus dem 18. Jh. befindet sich etwa 100 m südlich vom eigentlichen Hof an der Straße gegenüber der Kirche Augerum und wurde um 1815 errichtet. Dazwischen befinden sich die Wirtschaftsgebäude des Hofes sowie die Park- und Gartenanlagen. Das Haus mit großzügigen Dimensionen wurde um 1815 in einem einfachen spätklassizistischen Stil mit einer symmetrischen Putzfassade auf einem stabilen Steinsockel errichtet. Auf der Südseite befindet sich eine große Steintreppe als Aufgang zur Veranda, welche erst um 1913 ergänzt wurde und ursprünglich überdacht war. Das gesamte Haus ist unterkellert, die sich in mehrere Räume aufteilen. Dabei ist der östliche Keller ein größeres Gewölbe und einige Keller sind mit Steinböden versehen. Am Westgiebel befand sich eine größere Steinrampe zu den Kellern, welche später durch eine Treppe ersetzt wurde. Das Haus wurde zusammen mit dem Gutshof 1993 unter Denkmalschutz gestellt(). | Weitere Bilder |
| 21300000014124 | Södra Kungsgatan 5 371 30 Karlskrona (Sjöstjerna 3) (Karte)                                     | Gamla vattentornet på Trossö                                              | Wasserturm Karlskrona (Wasserturm, 1863) bitte Beschreibung ergänzen () | Weitere Bilder |
| 21300000014126 | Borgmästaregatan 21 371 35 Karlskrona (Wachtmeister 54; 47) (Karte)                             | Grevagården (eller Wachtmeisterska palatset)                              | Wachtmeister-Palais (Stadtvilla/-Palast, 1705) der 1705 als schwedisch Grevagården (auch als schwedisch Wachtmeisterska palatset bezeichnet) erbaute Stadtpalast, beherbergt heute das Blekinge Museum in Karlskrona | Weitere Bilder |
| 21300000014137 | Skomakaregatan 31 371 36 Karlskrona (Dockan 25) (Karte)                                         | Emanuelskyrkan Karlskrona                                                 | Emanuel-Kirche (Freikirche, 1870) bitte Beschreibung ergänzen () | Weitere Bilder |
| 21300000014139 | Amiralitetstorget 27 371 31 Karlskrona (Bonde 8) (Karte)                                        | Nordenskjöldska gården                                                    | Gut Nordenskjöld (Bürgerhaus, 1794) bitte Beschreibung ergänzen () | Weitere Bilder |
| 21300000014150 | Drottninggatan 69 371 33 Karlskrona (Hubendick 3) (Karte)                                       | Palanderska gården                                                        | Palander-Hof (Residenz, Anfang 18. Jh.) bitte Beschreibung ergänzen () | Weitere Bilder |
| 21300000014152 | Hantverkaregatan 38 371 35 Karlskrona (Clerk 26) (Karte)                                        | Rådman Lunds gård                                                         | Kaufmannshof Lund (Handelshof, 1712–1715) bitte Beschreibung ergänzen () | Weitere Bilder |
| 21300000014156 | Borgmästaregatan 1 371 31 Karlskrona (Rådmannen 10, 17) (Karte)                                 | Södööska gården                                                           | Södöö-Hof (Bürgerhaus, 1790) bitte Beschreibung ergänzen () | Weitere Bilder |
| 21300000014167 | Varv 37136 Karlskrona (Karlskrona 4:20) (Karte)                                                 | Gamla mastkranen                                                          | alter Mastkran (Werft, 1806) bitte Beschreibung ergänzen () | Weitere Bilder |
| 21300000014172 | Alamedan 3 371 31 Karlskrona (Wrangel 3, 4) (Karte)                                             | von Otterska gården                                                       | Admiral von Otter-Haus (Bürgerhaus, 1777) bitte Beschreibung ergänzen() | Weitere Bilder |
| 21300000014174 | Hästholmen 370 42 Torhamn (Hästholmen 1:3) (Karte)                                              | Bröderna Mårtenssons båtbyggeri                                           | Mårtensson-Werft (Werft, 1934) bitte Beschreibung ergänzen | Weitere Bilder |
| 21300000014182 | Långörens Lotshus 373 71 Torhamn (Torhamns-Långören 1:13) (Karte)                               | Långörens lotshus                                                         | Lotsenstation Långören (Lotsstation, 1878) bitte Beschreibung ergänzen () | Weitere Bilder |
| 21300000014230 | Kastellvägen 1, 15 370 22 Drottningskär (Drottningskär 1:1) (Karte)                             | Drottningskärs kastell                                                    | Festung Drottningskär (Festung, 1680) - siehe auch 10098500120001 bitte Beschreibung ergänzen | Weitere Bilder |
| 21300000014232 | Aspösund (Karlskrona 2:24) (Karte)                                                              | Godnatts fästningstorn                                                    | Festungsturm Godnatt (Festung/Turm, 1857–1863) bitte Beschreibung ergänzen | Weitere Bilder |
| 21300000014259 | Kurrholmen 370 22 Drottningskär (Karlskrona 2:20) (Karte)                                       | Kurrholmens fästningstorn                                                 | Festungsturm Kurrholmen (Festung, 1863) bitte Beschreibung ergänzen() | Weitere Bilder |
| 21300000014294 | Seekarte (Utklippan 1:1) (Karte)                                                                | Utklippans fyrplats                                                       | Leuchtturm Utklippan (Leuchtturm, 1840) Die südöstlichste Inselgruppe Schwedens Utklippan liegt etwa 25 km südlich Karlskrona und besteht aus einer nördlichen und südlichen Insel (Norraskär und Södraskär). Zusammen mit den Seegebiet und den umliegenden kleineren Inseln sind die zwei Hauptinseln seit 1988 ein Naturschutzgebiet und seit 1996 das FFH-Schutzgebiet „Utklippan“ (SE0410040). Der erste Leuchtturm auf der südlichen Insel wurde um 1789 erbaut und um 1840 ersetzt. Der heutige Leuchtturm wurden nach Plänen Gustav von Heidenstam (1822–1887) um 1870 erbaut und war bis 1972 besetzt und wurde dann automatisiert. 2008 wurde das Hauptlicht des Leuchtturms abgeschaltet, nur das Fahrwasserlicht leuchtet noch; 2011 wurde der Leuchtturm restauriert. Die heutige Leuchtturmsiedlung auf der Södraskär wurde um 1900 errichtet und zeitweise als Militärstützpunkt genutzt; 1943 wurde der Hafen fertiggestellt (mit östlicher und westlicher Einfahrt zwischen der nördlichen und südlichen Insel), der bis heute als Freizeit- und Schutzhafen genutzt wird. Die Wohngebäuden für die ehemaligen Leuchtturmwärter und -Assistenten, wurden seit 1964 auch von Ornithologen als Beringungsstation von Seevögeln genutzt und sind heute Stützpunkt des „Ornithologische Verein Karlskrona“. Auf dem Leuchtturm ist eine Webcam installiert und die Inselgruppe kann über Flug- und Sturmbilder betrachtet werden. Seit 1935 sind der Leuchtturm und die Gebäude der Siedlung unter Schutz gestellt und seit 1994 als Baudenkmale registriert. | Weitere Bilder |
| 21300000015253 | Alamedan 13A, 13B 371 31 Karlskrona (Trolle 4) (Karte)                                          | Kvarteret af Trolle 4 och 5 auch als Lindströmska gården (21400000689413) | Lindstrom Hof (Bürgerhaus, 17. Jh.) Das Bürgerhaus wurde wahrscheinlich Ende des 17. Jh. (1670–1699) errichtet und war um 1828 mit roten Schindeln verkleidet, um 1880 renoviert, 1947 saniert und erhielt so sein heutiges Aussehen. Der Grundriss des Gebäudes mit Saal, 5 Räumen, Küche und Speisekammer sowie einem Deckengemälde mit Meeresmotiven des Malers Johan Columbus sind erhalten, ebenso wie eine 4-flügelige Tür aus dem 17. Jh., 2 gustavinische Öfen und ein Taufbecken. Ende des 19. Jh. wurde das Dachgeschoss zur Wohnung umgebaut, die Fassade verändert und eine zweiflügelige Treppe errichtet. Das Haus wurde nach seinem letzten Besitzer dem Uhrmacher H.A.Lindstrom benannt und steht samt der Inneneinrichtung seit 1992 unter Denkmalschutz. | Weitere Bilder |
| 21300000018859 | Bastionsgatan 371 32 Karlskrona (Stumholmen 2:22) (Karte)                                       | Kokhuset                                                                  | Kochhaus Laboratorieholmen (Marinestützpunkt, 1875) bitte Beschreibung ergänzen () | Weitere Bilder |
| 21300000018863 | Bastionsgatan 28 371 32 Karlskrona (Stumholmen 2:2) (Karte)                                     | Kungshallsmagasinet                                                       | Kungshall-Lagerhaus (Marinestützpunkt, 1792) bitte Beschreibung ergänzen () | Weitere Bilder |
| 21300000018889 | Koholmen 371 32 Karlskrona (Karlskrona 2:28) (Karte)                                            | Stora kruthuset på Koholmen                                               | Pulverlager Koholmen (Festung, 18. Jh.) bitte Beschreibung ergänzen () | Weitere Bilder |
| 21300000018890 | Mjölnarholmen 371 33 Karlskrona (Karlskrona 2:13) (Karte)                                       | Kruthuset och våghuset på Mjölnarholmen                                   | Pulverhaus Mjölnareholmen (Festungsanlage, 1739) bitte Beschreibung ergänzen () | Weitere Bilder |
| 21300000018891 | Ljungskär 371 38 Karlskrona (Karlskrona 2:12) (Karte)                                           | Kruthuset på Ljungskär                                                    | Pulverhaus Ljungskär (Festungsanlage, 1754) bitte Beschreibung ergänzen () | Weitere Bilder |
| 21300000020970 | Styrmansgatan 37130 Karlskrona (Karlskrona 4:20) (Karte)                                        | Portalkran 14                                                             | Portalkran 14 (Werft, 1960) bitte Beschreibung ergänzen () | Weitere Bilder |
| 21300000022067 | Bastionsgatan 4045 371 32 Karlskrona (Stumholmen 2:22) (Karte)                                  | Desinfektionshuset                                                        | Desinfektionshaus Laboratorieholmen (Krankenhaus, 1889) bitte Beschreibung ergänzen () | Weitere Bilder |
| 21300000023994 | Styrmansgatan 371 30 Karlskrona (Karlskrona 4:20) (Karte)                                       | Hokvinden                                                                 | Bootshaus Hokvinden (Bootshaus/-Werft, 19. Jh.) bitte Beschreibung ergänzen () | Weitere Bilder |
| 21300000023995 | Timmermansgatan 371 30 Karlskrona (Karlskrona 4:17, 4:20) (Karte)                               | Västra kölhalningsbron                                                    | Trossö - westliche Kielbrücke (Marinewerft, 1686) 1685 bis 1686 wurden am Südufer der Insel Trossö zwei Kaibrücken erbaut, um wie damals üblich die Schiffe kielzuholen (Kippen der Schiffe mit Seilen der Takelage auf den Laufsteg) und damit die Beplankung unter der Wasserlinie für Reparaturen freizulegen. Die westliche Kielbrücke ist heute in einem restaurierten Zustand und kann besichtigt werden, sie steht seit 2007 unter Denkmalschutz | Weitere Bilder |
| 21320000039488 | Avelsgärde 1-6 371 63 Lyckeby (Avelsgärde 1:1) (Karte)                                          | Afvelsgärde gård                                                          | Gut Afvelsgärde (Bauerngut, 1759) Bauernhof (mehrere Gebäude 18./19. Jh.) mit Teilen eines ehemaligen Landschaftsgarten (wahrscheinlich früher bis südlich zur Quelle Lyckeby reichend - siehe 21300000013748, heute Landschaftsschutzgebiet Ekebacken) nördlich von Lyckyby, wahrscheinlich ehemals zum Schloss Lyckå gehörend; im 18. Jahrhundert Sitz des jüdischen Segeltuchfabrikanten Fabian Philip, im 19. Jahrhundert als Landgut der Familie Ruben betrieben mit Tabak- und Saatguthandel; seit 2015 unter Denkmalschutz stehend. |                |
| 21320000039664 | Flinteviksvägen 14 370 43 Sturkö (Tjurkö 7:16, 7:17, 7:22) (Karte)                              | Stenbrottsbatteriet Tjurkö                                                | Küstenbatterie Tjurkö (Festungsanlage, um 1900) Die in einem ausgedehnten Steinbruch (ca. 14 ha) gebaute ehemalige Küstenartillerie-Stellung, wurde als Verstärkung der „Festung Kungsholm“ (21300000013925) Anfang des 20. Jahrhunderts mit vier Geschützen zum Schutz der Bucht von Karlskrona errichtet. Sie besteht aus einem Bunker, Wällen, einem Gefechtsstand (weiter nördlich) und einem Unterstand, ist seit 1936 außer Dienst gestellt und diente anschließend eine Zeitlang als Übungsplatz. Seit 2003 steht sie unter Denkmalschutz (Quellennachweis). | Weitere Bilder |
| 21400000695852 | Lindholmen 371 30 Karlskrona (Karlskrona 4:17) (Karte)                                          | Repslagarebanan på Lindholmen                                             | Seilmacher-Gebäude (Werft, 1696) bitte Beschreibung ergänzen () | Weitere Bilder |